# Johannesberg (Bad Hersfeld)
Der Johannesberg ist eine Siedlung der Stadt Bad Hersfeld im osthessischen Landkreis Hersfeld-Rotenburg.

## Geographie
Die Siedlung liegt etwa 2 km südlich von Bad Hersfeld. Er liegt am nördlichen und östlichen Hang des Johannesberges (368 m ü. NN). Der Johannesberg ragt als Bergsporn in das Tal hinein und trennt die Fulda, die westlich  vorbeifließt, und die Haune, die östlich vorbeifließt. Die Haune mündet vor dem Bergsporn in die Fulda.
Das bebaute Gebiet liegt auf 196 m ü. NN an der Fulda und steigt bis auf 335 m ü. NN in der Nähe der ehemaligen Propstei an.

## Geschichte

Evangelisches Gemeindezentrum in der Mitte des Johannesbergs.

### Siedlungsgeschichte
Über den Johannesberg führte die Altstraße „durch die kurzen Hessen“ auf Hersfeld zu. Dies wird für den Hersfelder Abt Arnold mit ein Grund gewesen sein, zwischen 1021 und 1024 hier eine Propstei zu errichten. Er weihte das Kloster Johannes dem Täufer, nach dem dann auch der Berg, der Stadtteil und die evangelische Kirche den Namen erhielten.
Bis weit in das 20. Jahrhundert gab es auf dem heutigen Gebiet des Stadtteils nur wenige Gebäude. Es waren die Wirtschaftsgebäude der landgräflichen Domäne Johannesberg (ehemalige Propstei) auf dem Johannesberg und die Häuser der Domäne Bingartes am Fuß des Berges. Beide Domänen wurden mit ihrem Gebiet im Jahre 1928 zu Hersfeld eingemeindet.
Die heutige Siedlung Johannesberg entstand erst ab dem Jahr 1967 als Neubaugebiet. Das evangelische Gemeindezentrum Johanneskirche mit Kindergarten wurde 1977 gebaut sowie 1995 um einen Gottesdienstraum erweitert, und die katholische Kirche St. Wigbert folgte im Jahr 1981. Die katholische Kirche St. Wigbert wurde am 29. September 2019 entwidmet und im Juli 2020 abgerissen. Auf dem „Platz der Begegnung“ wird alle zwei Jahre in zeitlicher Nähe zum Johannestag (24. Juni) das ökumenische Johannesfest gefeiert.

### Einwohnerentwicklung
| Quelle: Stadt Bad Hersfeld |       |       |       |       |
| Jahr                       | 1994  | 2002  | 2004  | 2011  |
| Einwohner                  | 3.536 | 3.323 | 3.732 | 3.105 |

## Politik
Für die Siedlung Johannesberg besteht ein Ortsbezirk mit Ortsbeirat und Ortsvorsteher nach der Hessischen Gemeindeordnung. Der Ortsbezirk Johannesberg umfasst die von der Fulda im Westen und Norden und der Bahnlinie Bad Hersfeld – Fulda im Osten begrenzten Flächen der Gemarkung Bad Hersfeld, soweit diese nicht zum Ortsbezirk Kohlhausen gehören.
Der Ortsbeirat besteht aus neuen Mitgliedern. Seit den Kommunalwahlen in Hessen 2021 gehören ihm vierMitglieder der SPD, zwei Mitglieder der FDP, ein Mitglied er CDU und ein Mitglied Gemeinschaftsliste (UBH) an. Ortsvorsteher ist Günter Göttlicher (SPD).

## Wirtschaft und Infrastruktur
Der Johannesberg ist über die Europaallee von der Bundesstraße 62 und von Hauneck aus erreichbar. Am Fuß des Johannesberges führt die A 4 vorbei, wo noch die Gebäude der ehemaligen Autobahnmeisterei (in Fahrtrichtung Osten) stehen. Diese Autobahnmeisterei wurde am 1. Juli 1997 im Rahmen der Reform der hessischen Straßen- und Verkehrsverwaltung aufgelöst. Der hier vorhandene Autobahnanschluss, dient als Behelfsauf-/abfahrt für Polizei und Feuerwehr.
Weiterhin gibt es hier den Flugplatz Johannesberg der nach 1945 von der US-amerikanischen Armee erbaut wurde. Er hat heute den Status eines Sonderlandeplatzes und wird vom Motor-Flieger-Club e. V. Bad Hersfeld betrieben.
Zwischen der Bundesautobahn 4 und der Bundesstraße 62 befinden sich der Kunstfaserhersteller The Filament Factory GmbH (früher u. a. Hoechst AG) sowie der Buchgroßhändler Libri GmbH. Ansonsten gibt es neben einem Supermarkt nur Kleingewerbe, vornehmlich im Bereich Gastronomie und Kurdienstleistungen.